# Öretjärnarna (Nyhems socken, Jämtland, 697436-148842)
Öretjärnarna är en sjö i Bräcke kommun i Jämtland och ingår i Ljungans huvudavrinningsområde.